# کادیز (اوهایو)
کادیز، اوهایو (به انگلیسی: Cadiz, Ohio) یک روستا در ایالات متحده آمریکا است که در شهرستان هریسون، اوهایو واقع شده‌است.

## خصوصیات
کادیز ۲۳٫۱۵ کیلومترمربع مساحت و ۳٬۳۵۳ نفر جمعیت دارد و ۳۸۵ متر بالاتر از سطح دریا واقع شده‌است.